# NGC 7387
NGC 7387 (również PGC 69834) – galaktyka soczewkowata (S0), znajdująca się w gwiazdozbiorze Pegaza. Odkrył ją 9 września 1856 roku R.J. Mitchell – asystent Williama Parsonsa.